# Pont Vierendeel
Un pont Vierendeel est un pont basé sur une structure en échelle avec maillage rectangulaire. Conçu par Arthur Vierendeel, le pont du Waterhoek construit en 1902 à Avelgem est le premier de ce type. D'autres ont été construits sur le même principe, principalement en Belgique.

## Caractéristiques techniques
Ces ponts n'ont pas de mailles triangulaires comme les ponts en treillis classiques, mais ont des mailles rectangulaires. Contrairement aux structures en treillis habituelles, les liaisons sont rigides.
La structure "Vierendeel" est généralement employée dans les constructions où le maillage triangulaire des structures treillis classiques interférerait avec son esthétique ou ses fonctionnalités (ouvertures). Par ailleurs, les éléments constitutifs étant plus massifs (poutres peu nombreuses de forte épaisseur) qu'un assemblage de treillis, l'ensemble résiste bien à la corrosion.

## Historique
Le premier pont métallique à structure Vierendeel, le pont du Waterhoek, a été construit en 1902 à Avelgem en Belgique d'après la conception et les calculs mis au point par Arthur Vierendeel en 1896. Le directeur du Service belge des Essais de Ponts, Paul Christophe, a mené plusieurs expérimentations sur ce procédé, notamment au pont de Rouillon sur la Meuse (1907). Il y a beaucoup de ponts Vierendeel en Belgique en acier ou en béton, la plupart ayant été conçus par les élèves de Vierendeel (professeur d'université de génie civil).
Les ponts Vierendeel ont été peu construits en dehors de la Belgique, car ce type de structure requiert plus de matière et était difficile à calculer avant l'arrivée des ordinateurs.

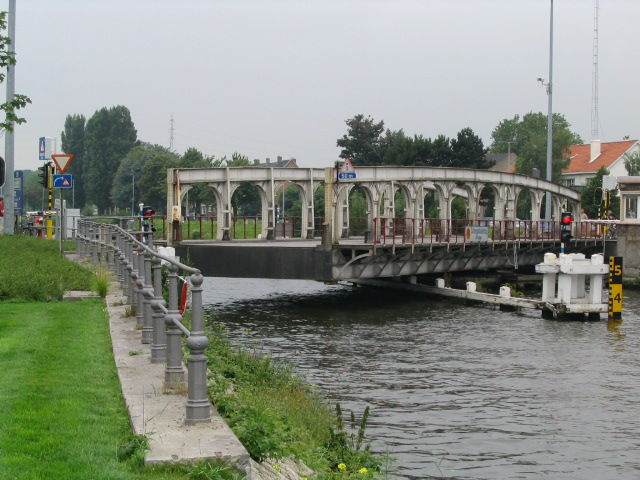
Pont tournant Vierendeel près de Bruges.

## Exemples de ponts Vierendeel
- Pont Vierendeel d'Anderlecht, qui franchit le canal de Charleroi à Anderlecht
- Pont Vierendeel de Laeken, qui franchit le canal de Willebroeck à Bruxelles
- Ponts Vierendeel de Malines, quatre ponts ferroviaires bâtis en 1935 près de la gare de Malines (trois sur le canal de Louvain et un sur la Dyle).